# Separate Ways (canción de Elvis Presley)

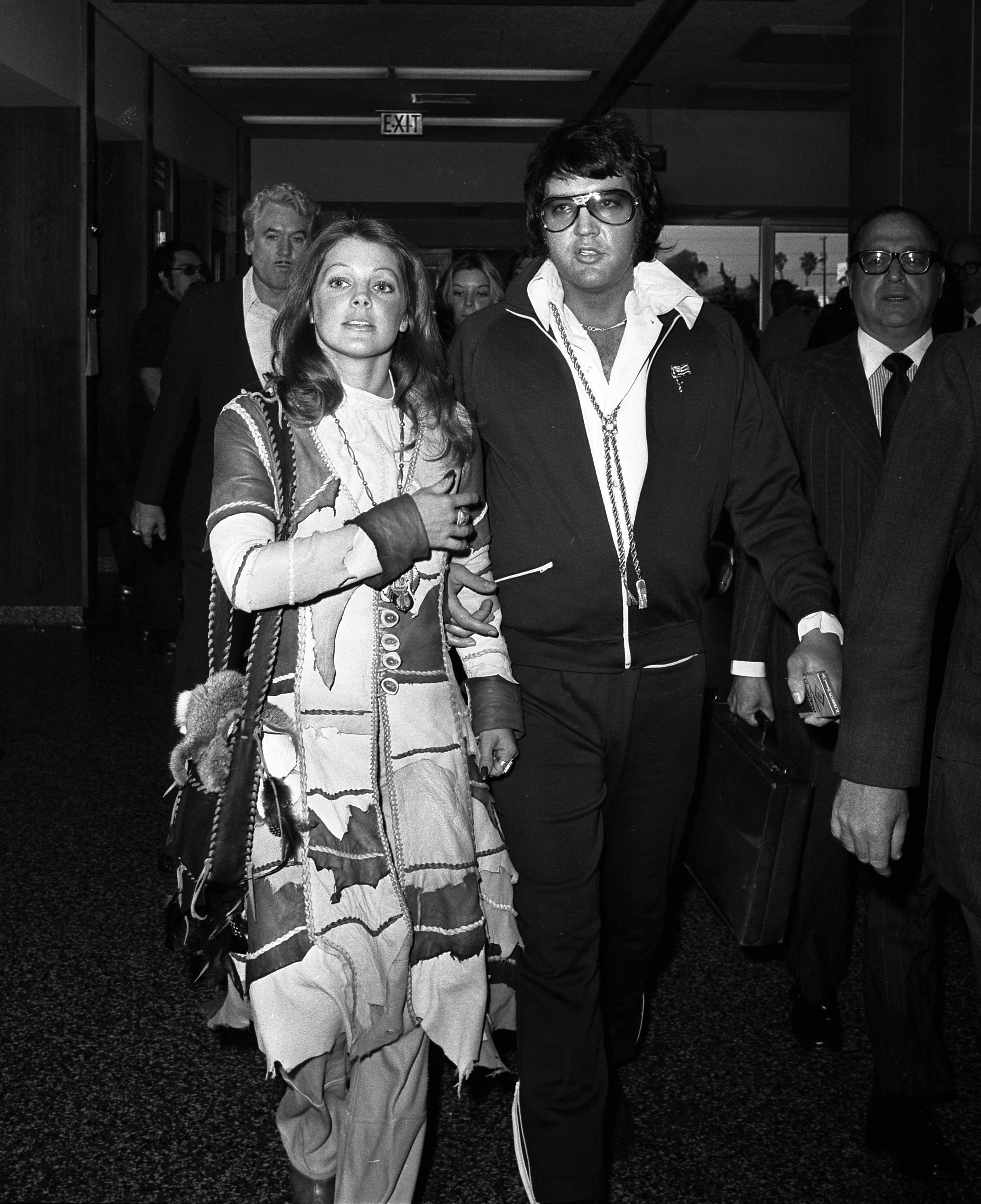
Elvis Presley y Priscilla beaulieu durante el divorcio

"Separate Ways" ("Caminos separados") es una canción interpretada por Elvis Presley que reflejaba su estado anímico y su situación personal tras la separación de hecho, luego formalizada en divorcio, de su esposa Priscilla Beaulieu. El tema fue compuesto por su amigo Red West en colaboración con Richard Mainegre. Si bien Elvis no aparece en los créditos como parte de los compositores, el artista se vinculó y trabajó profundamente con la canción. RCA lo editó en formato de disco sencillo con "Always On My Mind" en el lado B. El sencillo alcanzó el puesto # 20 de la lista del Billboard Hot 100 y vendió más de 500.000 copias, quedando certificado como disco de oro por la RIAA.  "Separate Ways" fue el tema principal del álbum homónimo editado ese mismo año que se convirtió en disco de platino. Alrededor del mundo las ventas del disco sencillo superaron el millón de copias  mientras que el álbum registró ventas de más de 3 millones de copias. 

## Grabación
La grabación se llevó a cabo el 27 de marzo de 1972 en el estudio C de Hollywood, California.con un Elvis involucrado emocionalmente con la letra, trabajando a fondo con la canción y realizando de ésta unas veinte tomas. En ella, Elvis se desnuda sentimentalmente hacia su público. La grabación sin arreglos destaca por su calidad mientras que los que se le efectuaron posteriormente no opacaron la sencillez y pureza del tema. RCA planeó editar la canción como disco sencillo como cara A del acetato, mientras que "Always On My Mind" pasó a ser la cara B. Con el tiempo se demostraría que la segunda resultaría ser una canción más comercial y conocida que se convertiría en un clásico de Elvis Presley. 

## Letra
La letra se basa en un matrimonio que debe explicarle a la hija que tienen en común acerca de su separación. En ella se refleja que el amor se ha ido en la pareja y que ahora han quedado como amigos, viéndose a veces como extraños, por lo cual no queda otra opción que separar sus caminos y quizás algún día, en los caminos de ambos, otro amor los encuentre. 
There's nothing left to do but go our separate ways 
And pick up all the pieces left behind us
And maybe someday, somewhere along the way

Another love will find us 

## Listas
| Listas (1972)                 | Año  | Posición alcanzada |
| ----------------------------- | ---- | ------------------ |
| Australian Singles Chart      | 1973 | 8                  |
| Bélgica Ultratop              | 1972 | 10                 |
| Billboard Hot 100             | 1972 | 20                 |
| Billboard Easy Listening      | 1972 | 3                  |
| Billboard Hot Country Singles | 1972 | 16                 |

## Contexto personal
El divorcio entre Elvis y Priscilla se formalizó el 9 de octubre de 1973 aunque ya hacía más de un año para ese entonces que la pareja se había separado. Según lo relatado por la propia Priscilla en su libro autobiográfico "Elvis y yo" la relación entre ambos a lo largo de los años nunca había sido sencilla, debido a las constantes sospechas de infidelidad que ella tenía acerca de Elvis con alguna de sus compañeras de elenco de las películas, resultando a veces en verdaderos escándalos mediáticos como fue el caso del aparente romance entre Elvis y Ann-Magret.durante y después de finalizado en rodaje del film "Viva Las Vegas".  En otras ocasiones ella sospechó asimismo de posibles infidelidades del astro con otras celebridades como Ursula Andress, Nancy Sinatra  y Shelley Fabares. La situación se magnificó luego del nacimiento de Lisa Marie Presley debido a que Priscilla aludía a una carencia de intimidad de la pareja, ya que Elvis la veía más entonces en su rol de madre. 
Fue en 1968 durante el transcurso de la filmación "Live A Little, Love A Little" que Priscilla decidió tomar clases de danza y tuvo un romance breve con su instructor de baile, un hombre de 45 años entonces, llamado Mark.  Tras ello vino la etapa de los preparativos donde Elvis regresó a las presentaciones en vivo, con la primera actuación ante el público luego de su largo período como actor en Hollywwod, con el especial televisivo conocido como 1968 NBC TV Special o 68 Come Back Special. Aún le quedaban a Elvis algunos compromisos por cumplir con el cine y una vez ya fuera de Hollywood comenzaría una serie de conciertos en Las Vegas seguidos de una primera gira por los Estados Unidos en 1971. 
Fue en ese momento en estando Elvis de gira, que al regresar Priscilla de un fin de semana en Palm Spring encontrase una serie de cartas de un grupo de jóvenes admiradoras que evidenciaban haber estado con Elvis durante su ausencia. Elvis desestimó las sospechas de infidelidad de su esposa aludiendo a que eran solamente admiradoras y sugirió que Priscilla buscase alguna actividad para hacer para no deprimirse durante su ausencia. Asi fue como Princilla comenzó a tomar lecciones de karate con el instructor Mike Stone con el cual desarrolló un romance un tiempo después que resultó ser la piedra angular en la separación definitiva. 

## En la cultura popular
El conflicto que llevó al divorcio de la pareja, además del libro autobiográfico Elvis y yo, fue a su vez reflejado en varias películas y miniseries como "Elvis" de John Carpenter, protagonizada por Kurt Russell la miniserie "Elvis y yo" (1989) con Dale Midkiff en el papel de Elvis y en la posterior película biopic "Priscilla" de Sofía Coppola, 
Parte de la grabación en estudio de la canción puede verse en un segmento del documental Elvis On Tour, ganador de un premio Globo de Oro, que muestra la gira de Elvis Presley por los Estados Unidos en el año 1972. 

### Críticas de Lisa Marie
Al respecto del guion y la película en sí de Sofía Coppola "Priscilla" Lisa Marie Presley determinó "Es vengativo y despectivo. No veo a mi padre en este personaje": Lisa Marie le había enviado a Coppola algunos correos electrónicos solicitando que revea su postura sobre el biopic. "Me veré obligada a ponerme en una posición en la que tendré que decir abiertamente lo que siento por la película e ir públicamente contra usted, mi madre y esta película".
Lisa Marie en cambio apoyó abiertamente a la película biopic de Baz Luhrmann "Elvis" que le valió a Austin Butler una nominación al Oscar. 